# Clowns Spinning Hats
Clowns Spinning Hats ist ein US-amerikanischer Stummfilm aus dem Jahr 1900. Der Film wurde am 7. April 1900 von den Lubin Studios veröffentlicht. In diesem Film treten zwei Clowns auf, die mit Hüten jonglieren. Aus einem Filmkatalog der Lubin Studios aus dem Jahr 1907 geht hervor, dass es sich um eine Entfernung von 30 Fuß handelt.